# Médiatisation (média)
Pour l'ancien sens du mot médiatisation, voir Médiatisation (féodalité).
 (décembre 2018).
La médiatisation est la publicité ou l'hommage fait autour d'une idée, d'une organisation, d'un événement ou d'une personne par les médias.

## Description
Dans le champ de la culture, la médiatisation joue un rôle important  conjointement à la création d'événement. Ainsi par exemple un festival peut être médiatisé car il est un évènement limité dans la durée. En analysant plus particulièrement les évolutions dans la gestion des grandes institutions musicales en Europe (par exemple l'Opéra royal de Covent Garden ou le London Symphony Orchestra), Mario d'Angelo, définit la médiatisation comme un processus qui leur est certes externe mais qui est également lié à leur "potentiel de médiatisation". Celui-ci s'explique par la position structurelle de l'institution musicale, légitimée et stabilisée, par la convergence de la double reconnaissance d'autorités politiques (renforçant leur attrait symbolique) auquel s'ajoutent des soutiens privés. Leur réputation établie du fait de l'ancienneté et leur budgets artistiques élevés permettant des programmations avec des vedettes facilitent des possibilités promotionnelles gratuites (informations sur les "évènements musicaux" par exemple, interviews d'artistes etc.) souvent plus importantes que l'achat d'espace publicitaire. Réputation et médiatisation vont ainsi de pair.
La médiatisation peut atteindre des degrés variables en fonction des sujets, des zones géographiques et des médias concernés.
La médiatisation touche aussi bien les personnes que les œuvres ou les événements.
La médiatisation peut être mesurée par l'unité de bruit médiatique (UBM), d'après les organisations TNS Media Intelligence et Médiamétrie.
Dans certains pays, la médiatisation est utilisée pour soutenir le pouvoir en place, on parle alors de culte de la personnalité. Pour cette raison, dans certains pays, l'accès aux médias est réglementé. Ainsi, en France, le CSA veille à ce que le temps de parole du gouvernement, de la majorité et de l'opposition soient identiques ; toutefois ce dispositif a ses limites ; ainsi d'une part le temps de parole du président de la République n'est pas pris en compte, d'autre part des partis ayant une position ambiguë sur leur appartenance à la majorité ou à l'opposition peuvent ne pas être comptés dans le bon groupe.
La médiatisation est en progression continue et peut se mesurer en termes quantitatifs, notamment nombre de dépêches d’agence, de médias saisis, de sujets de reportages, volume ou espace, place accordés. L'augmentation de la médiatisation est due à la fois à des enjeux propres à chaque nouvelle « crise », à l'amélioration des technologies de communication, mais aussi à la volonté des intervenants.
Pour Wang Xinpei, parfois, « les médias ne peuvent appréhender la situation dans sa globalité. Ils utilisent des cas particuliers pour décrire la situation globale et certains vont même jusqu'à en faire délibérément trop ».
La médiatisation peut être dans certains cas excessive, lorsque les enjeux ne sont pas à la hauteur de la publicité qui en est faite ; on parlera alors de surmédiatisation. Mais certains faits ou événements peuvent également être sous-médiatisés, conduisant alors par exemple à ce qu'une alerte ne soit pas traitée au niveau qu'exige la menace considérée. Par exemple, la médiatisation depuis 2000 du développement durable, bien que recouvrant des enjeux bien réels comme le changement climatique et les questions énergétiques, conduit depuis les années 2010 à une certaine saturation du grand public, masquant d'autres défis tout aussi inquiétants comme la raréfaction des métaux qui, à en croire l'étude de référence chez les francophones de Philippe Bihouix et Benoît de Guillebon, deviendra sans doute l'un des enjeux majeurs du XXIe siècle.